# Recoleta (Asunción)
Recoleta es un barrio de la ciudad de Asunción, capital de la República del Paraguay.

## Historia
El barrio Recoleta uno de los más antiguos barrios de Asunción, debe su nombre a los Franciscanos Recoletos, quienes reconstruyeron su convento en el lugar donde hoy está la iglesia de dicho nombre.
Cuando en 1824 el doctor Gaspar Rodríguez de Francia suprimió por decreto las comunidades religiosas en el Paraguay, los recoletos tuvieron que abandonar el convento que más tarde sería utilizado como cementerio. Durante el gobierno de Don Carlos Antonio López se construyó el actual templo.

## Características
El uso del suelo es predominantemente habitacional y comercial. Gran cantidad de terreno lo ocupa el cementerio General de la Recoleta. En dicho barrio están asentados también algunas embajadas y el correccional de mujeres del Buen Pastor.

## Geografía
Situado en la ciudad de Asunción, capital del Paraguay, en la Región Oriental, dentro de la bahía del Río Paraguay, ciudad cosmopolita, donde confluyen personas de distintas regiones del país y extranjeros que la habitan, ya arraigados en ella.

## Clima
El clima es subtropical, la temperatura media es de 28 °C en el verano y 17 °C en el invierno. Vientos predominantes del norte y sur. El promedio anual de precipitaciones es de 1700 mm.

## Límites
El barrio Recoleta tiene como limitantes la calle Venezuela y la calle Chaco Boreal y la avenida República Argentina, la avenida Mariscal López y la calle Choferes del Chaco.
- Al norte limita con el barrio Villa Morra .
- Al sur limita con el barrio Tembetary.
- Al este limita con el barrio Mariscal Estigarribia.
- Al oeste limita con el barrio Mburicaó.

Vea la ubicación exacta del Barrio en Google maps

## Superficie
La superficie total es de 2,63 km², el terreno no posee pendientes muy pronunciadas, sus declives son suaves hacia la Avda. Mariscal López. Cruz es un sector del barrio el arroyo Mburicaó.

## Vías y medios de comunicación
Entre las principalmente vías de comunicación están la avenida República Argentina, la avenida Mariscal López y la calle Choferes del Chaco, totalmente asfaltadas. Las principales calles son: Chaco Boreal, Las Perlas, De las Palmeras, Charles de Gaulle y Legión Civil Extranjera, también asfaltadas. Las calles internas del barrio cuentan con pavimento de tipo empedrado.
Operan cuatro canales de televisión abiertos y varias empresas que emiten señales por cable. Se conectan con veinte emisoras de radio que transmiten en frecuencias AM y FM. Cuenta con los servicios telefónicos de Copaco y los de telefonía celular, además cuenta con varios otros medios de comunicación y a todos los lugares llegan los diarios capitalinos.

## Transporte
Los principales ómnibus que funcionan circulando por el barrio son: la línea 15, la línea 16, la línea 12 y  la línea 28.

## Población
La población total es de 11 050 habitantes aproximadamente, de los cuales 44% son hombres y 56% son mujeres. La densidad poblacional es de 4.200 hab./km².

## Demografía
Existen un total de 2.410 viviendas aproximadamente, con un promedio de 4,8 habitantes por cada una de ellas. El porcentaje de cobertura de servicios es el siguiente:
- El 96 % de las viviendas poseen energía eléctrica.
- El 94 % de las viviendas poseen agua corriente.
- El 92 % de las viviendas poseen el servicio de recolección de basura.
- El 70 % de las viviendas poseen red telefónica.
- El barrio no tiene ningún centro sanitario. Existen diversas clínicas y consultorios particulares.

Cuenta con trece centros educativos: cinco colegios y dos escuelas privadas y cinco colegios y una escuela pública.
El mayor porcentaje de la población es de clase alta y media, con un pequeño porcentaje de pobladores de clase baja.

## Instituciones y organizaciones existentes
Comisiones vecinales
- No existen comisiones en el barrio.
- Cooperativa Mburicao Ltda.

- Ofrece servicios financieros y sociales. Préstamos, ahorros, servicios sociales, con tasas preferenciales de intereses. Ubicada en Choferes del Chaco esq. Pacheco. 
Otros
- Fundación Recoleta.

## Instituciones no gubernamentales

### Religiosos Católicas
- Iglesia de La Recoleta
- Misioneros de los Oblatos de María
- Conferencia de Religiosos del Paraguay (C.O.N.F.E.R.P.A.R.)

### Otras
- Ejército de Salvación Ayuda para Niños El Redil

### Entidades Sociales

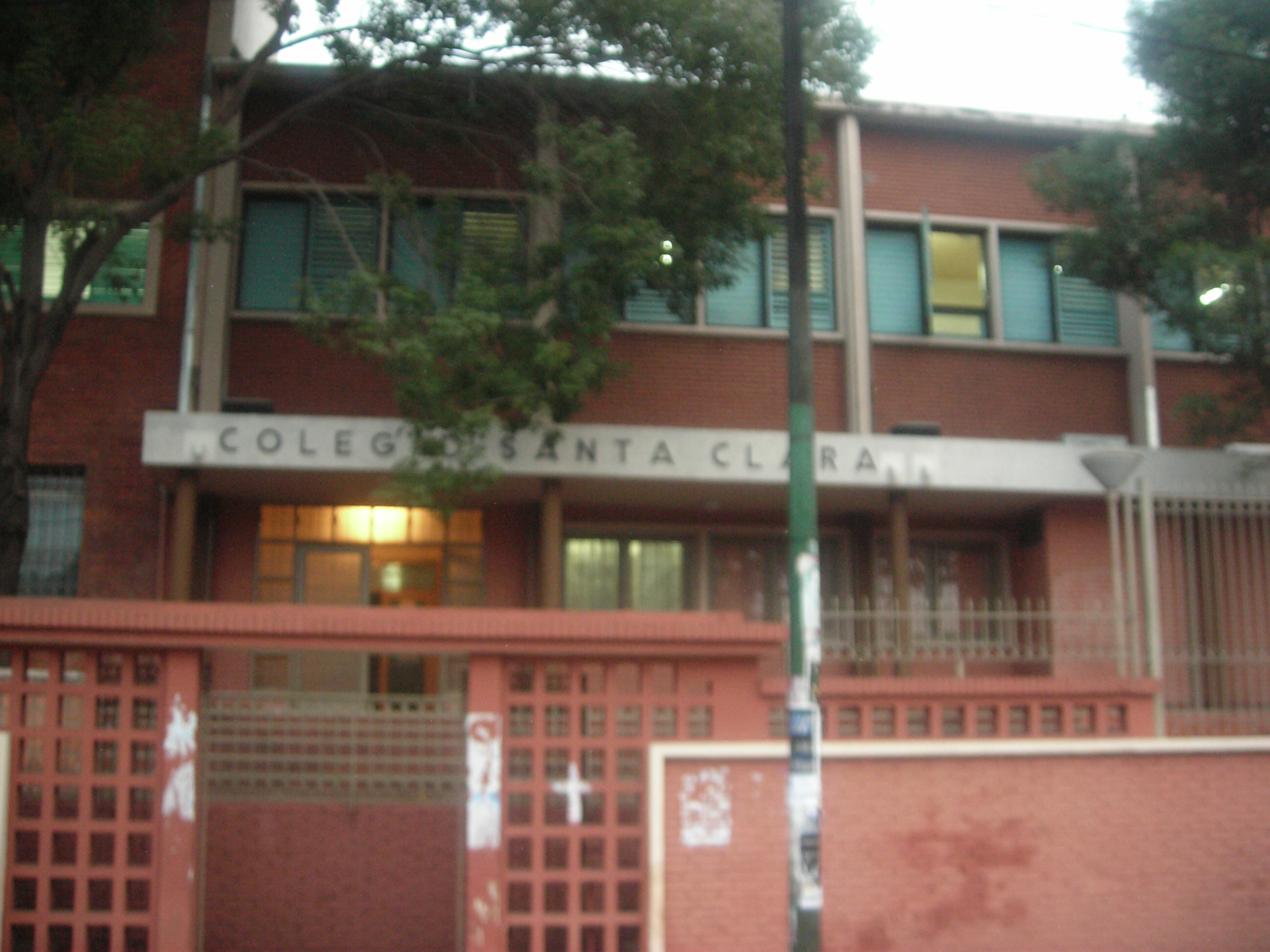
Colegio Santa Clara.

- Club Félix Pérez Cardozo
- Club Deportivo Recoleta

### Educativas
- Colegio San Luís
- Colegio Las Almenas
- Colegio La Paz
- Escuela Las Mercedes
- Colegio Santa Clara
- Colegio Campoalto
- Escuela Fulgencio R. Moreno
- Colegio Doctor Eduardo Alvarin Romero

### Centros comerciales
- Shopping Mariscal
- Shopping Villamorra

## Instituciones gubernamentales
Educativas:
- Escuela Graduada N° 198 Fulgencio R. Moreno
- Colegio República de Panamá
- Colegio República del Paraguay
- Colegio República de Chile
- Colegio Monseñor Bogarín
- Colegio Milciades Pinedo

Estatales
- Correccional de Mujeres del Buen Pastor
- Casa de Menor
- Dirección General de Transporte del Ejército Nacional

Municipales:
- Plazas:
- Infante Rivarola
- Manuel Ortiz Guerrero